# Râul Var, Târnava Mare
Râul Var este un curs de apă, afluent al râului Târnava Mare în județul Harghita.  

## Hărți
- Harta județului Harghita